# Miss Internacional
Miss Internacional es un concurso de belleza internacional con sede en Japón organizado por la Asociación Cultural Internacional. Celebrado por primera vez en 1960,es uno de los tres certámenes más grande del mundo junto con Miss Universo y Miss Mundo, en términos del número de ganadoras nacionales que participan en el certamen internacional. La actual Miss Internacional es Huỳnh Thị Thanh Thủy de Vietnam.
El certamen fue fundado en 1960, en Long Beach, en respuesta al traslado de Miss Universo a Miami Beach. Actualmente, la Organización Miss Internacional tiene su sede en Tokio, Japón. Se espera que la ganadora del título sirva como «embajadora de la paz y de la belleza», demostrando dulzura, benevolencia, amistad, belleza, inteligencia, capacidad de tomar la acción, y lo más importante, una gran sensibilidad internacional. El concurso recibe a más setenta delegadas de todo el mundo y la final del Miss Internacional es televisado por TV Tokio. Miss International hace donaciones a la Unicef Japón y a diferentes países. El certamen es muy reconocido en los países asiáticos, y ha incrementado su popularidad en Latinoamérica. Sin embargo es poco seguido en Europa y África.

## Historia

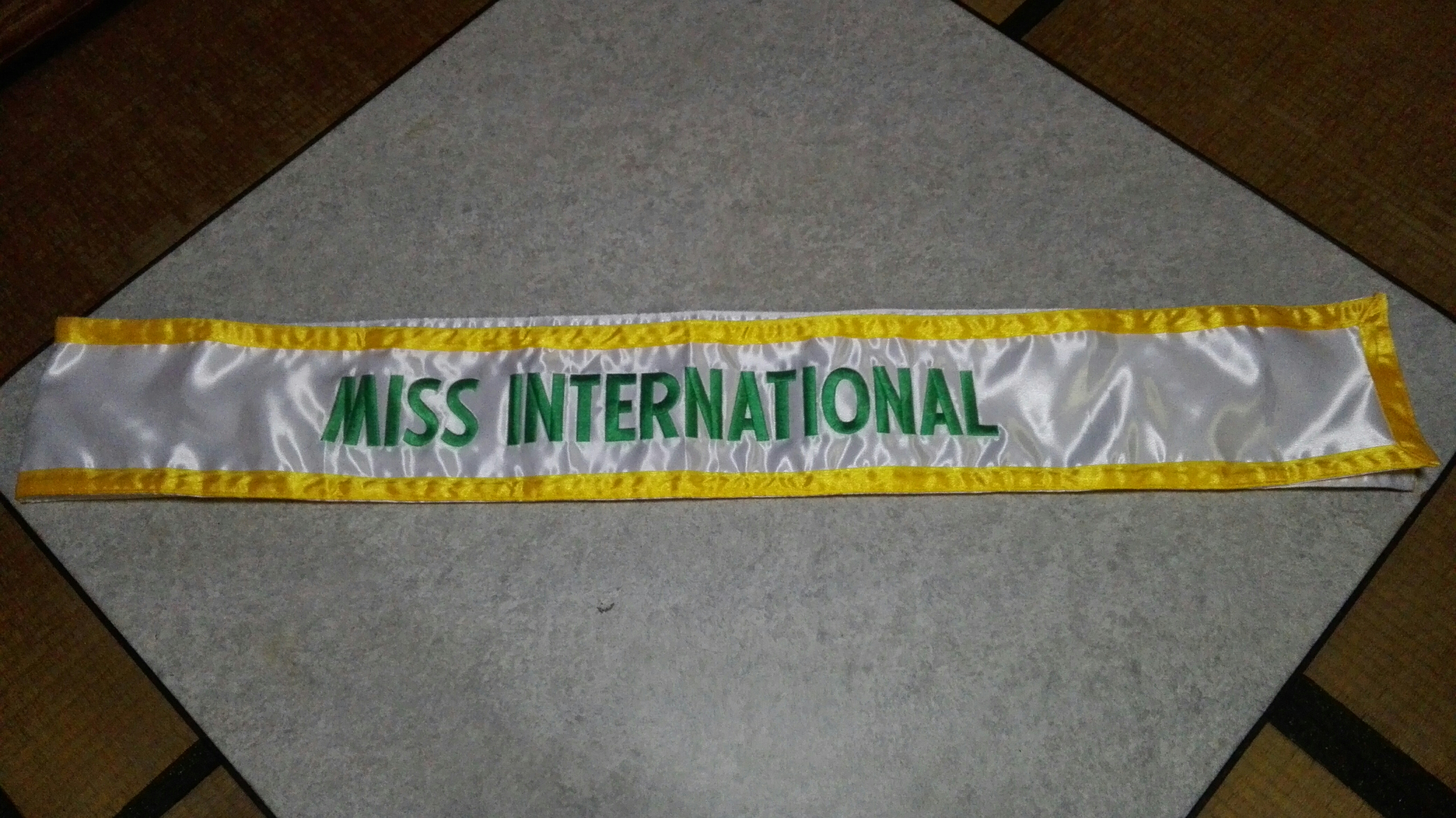
Banda Miss Internacional

Durante la década de 1950, Miss Universo se realizó en Long Beach, donde reporteros de varios países y una televisora local, cubrían el evento. En 1960 la televisora CBS se dio cuenta de la relevancia del concurso y lo compró, trasladándolo a Miami Beach (Florida). Esto desencadenó la molestia de los habitantes de Long Beach, que ya se había acostumbrado a ver cada verano sus calles adornadas por la presencia de las delegadas internacionales; el ayuntamiento de Long Beach, creó un nuevo certamen al que bautizó como International Beauty Congress (Congreso Internacional de Belleza) que a la postre se llamó Miss International. Al inicio de sus actividades, Miss Internacional cobró gran relevancia y llegó un momento que Miss Internacional superó en popularidad a Miss Universo, no únicamente entre el público, si no superando en número de concursantes. Muchas naciones que jamás participaron en Miss Universo, enviaron candidata a Miss Internacional. En 1966 el certamen no se realizó, retomando actividades en 1967, despertando interés en unos empresarios japoneses que finalmente lo compraron a finales de ese año, trasladándolo a Tokio. A partir de ese momento, el concurso dejó de estar "americanizado", para finalmente tornarse en un concurso de corte tradicionalmente asiático. Muchos países han tenido sus primeras incursiones en concursos de belleza de clase mundial a través de este certamen, y ha acrecentado su popularidad dentro de los países asiáticos. El certamen tuvo una nueva suspensión, la segunda después de 54 años, esto a consecuencia de las circunstancias de orden sanitario y económico a raíz de la Pandemia de COVID-19 a nivel mundial en los años 2020 y 2021.

## El concurso actualmente
Miss Internacional ha retomado importancia después de estar varios años en debacle; actualmente las concursantes se reúnen por casi un mes, en el cual tienen diversas actividades, presentaciones, y actividades altruistas y turísticas. Miss Internacional hace donaciones a la Unicef Japón y a diferentes países. Es televisado por TV Tokio y sus sedes han variado de distintas localidades japonesas, a ciudades de China. Al 2023, alrededor de 3218 mujeres han competido en Miss Internacional, y 137 naciones han enviado alguna vez una candidata. Algunos de los países que recientemente han iniciado su participación en Miss Internacional son Etiopía (2003), Zambia (2004), Kazajistán (2005), Macao (2005), Tanzania (2005), Guadalupe (2006), Kenia (2006), Martinica (2006), Serbia (2006), Sudán (2006), Armenia (2007), Bielorrusia (2007), Gabón (2009), Georgia (2009), Kirguistán (2009),  Uganda (2009), Lituania (2010), Mauricio (2010), Camerún (2012), Gibraltar (2012), Haití (2012), Namibia (2012),  las Islas Vírgenes de los Estados Unidos (2012),Guinea-Bisáu (2013), Sudán del Sur (2013), Ghana (2016) Sierra Leona (2016), Camboya (2017), Islas Cook (2017), Laos (2017), Burkina Faso (2019), Guinea Ecuatorial (2019) Cabo Verde (2022), Uzbekistán (2022), Bangladesh (2023), Lesotho (2023), y Pakistan (2023).

### Sistema de competencia
La elección de Miss Internacional es un proceso largo, que año tras año mueve una enorme cantidad de personas y de dinero a través del mundo.
Miss Internacional es una licencia que se renueva anualmente. En cada país interesado en mandar una candidata, existe un franquiciado que, tras el pago de una cantidad de dinero (que varía según el tamaño, y la capacidad económica de cada país, inclusive hay países que tienen una licencia de manera gratuita) tiene los derechos en ese país para enviar una delegada, bajo reglas que Miss Internacional impone. Algunas de esas reglas básicas son las siguientes:
- Que la delegada sea mujer de nacimiento.
- Que nunca se haya casado.
- Que nunca haya estado embarazada.
- Tener entre 18 y 30 años cumplidos a la fecha del certamen (a partir de 2020).

Cabe destacar que Miss Internacional no exige que la candidata sea una ganadora nacional para ser aceptada en su concurso, por lo cual, muchos países envían delegadas designadas, o concursantes que ocuparon una segunda o tercera posición en su certamen nacional. Son pocos los países que eligen una candidata especialmente para este concurso, entre los cuales se encuentran Venezuela, Colombia, Japón, China, España y/o las Islas Marianas del Norte.
Después de diversas actividades, que incluyen visitas de promoción turística, reuniones con la prensa, y dignatarios, visitas a sitios específicos y desfiles; las candidatas desfilan ante el jurado durante la noche final, en traje de baño y traje de noche. Tras esta pasarela, son electas 15 semifinalistas, este grupo se reduce a 8 candidatas las cuales dirigen un discurso a la audiencia; tras este discurso, se elige a la cuarta suplente, a la tercera suplente, a la segunda suplente, a la suplente y a la entrante Miss Internacional. En las últimas ediciones, el cuadro final ha sido conformado por 5 candidatas en vez de tres.

## Ganadoras del título
| Año       | Miss Internacional                                               | País                                                             | Ciudad anfitriona                                                | Número de candidatas                                             |
| --------- | ---------------------------------------------------------------- | ---------------------------------------------------------------- | ---------------------------------------------------------------- | ---------------------------------------------------------------- |
| 1960      | Stella Márquez                                                   | Colombia                                                         | Long Beach, Estados Unidos                                       | 52                                                               |
| 1961      | Stam van Baer                                                    | Países Bajos                                                     | Long Beach, Estados Unidos                                       | 52                                                               |
| 1962      | Tania Verstak                                                    | Australia                                                        | Long Beach, Estados Unidos                                       | 50                                                               |
| 1963      | Guðrún Bjarnadóttir                                              | Islandia                                                         | Long Beach, Estados Unidos                                       | 46                                                               |
| 1964      | Gemma Cruz                                                       | Filipinas                                                        | Long Beach, Estados Unidos                                       | 46                                                               |
| 1965      | Ingrid Finger                                                    | Alemania                                                         | Long Beach, Estados Unidos                                       | 46                                                               |
| 1966      | En 1966 el certamen no se realizó, retomando actividades en 1967 | En 1966 el certamen no se realizó, retomando actividades en 1967 | En 1966 el certamen no se realizó, retomando actividades en 1967 | En 1966 el certamen no se realizó, retomando actividades en 1967 |
| 1967      | Mirta Massa                                                      | Argentina                                                        | Long Beach, Estados Unidos                                       | 46                                                               |
| 1968      | Maria da Gloria Carvalho                                         | Brasil                                                           | Tokio, Japón                                                     | 49                                                               |
| 1969      | Valerie Holmes                                                   | Gran Bretaña                                                     | Tokio, Japón                                                     | 48                                                               |
| 1970      | Aurora Pijuan                                                    | Filipinas                                                        | Osaka, Japón                                                     | 47                                                               |
| 1971      | Jane Hansen                                                      | Nueva Zelanda                                                    | Long Beach, Estados Unidos                                       | 50                                                               |
| 1972      | Linda Hooks                                                      | Gran Bretaña                                                     | Tokio, Japón                                                     | 47                                                               |
| 1973      | Anneli Björkling                                                 | Finlandia                                                        | Osaka, Japón                                                     | 47                                                               |
| 1974      | Brucene Smith                                                    | Estados Unidos                                                   | Tokio, Japón                                                     | 45                                                               |
| 1975      | Sofía Argüello                                                   | Nicaragua                                                        | Okinawa, Japón                                                   | 48                                                               |
| 1976      | Sophie Perin                                                     | Francia                                                          | Tokio, Japón                                                     | 44                                                               |
| 1977      | Pilar Medina                                                     | España                                                           | Tokio, Japón                                                     | 48                                                               |
| 1978      | Katherine Ruth                                                   | Estados Unidos                                                   | Tokio, Japón                                                     | 43                                                               |
| 1979      | Melanie Marquez                                                  | Filipinas                                                        | Tokio, Japón                                                     | 43                                                               |
| 1980      | Lorna Chávez                                                     | Costa Rica                                                       | Tokio, Japón                                                     | 42                                                               |
| 1981      | Jenny Annette Derek                                              | Australia                                                        | Kobe, Japón                                                      | 42                                                               |
| 1982      | Christie Ellen Claridge                                          | Estados Unidos                                                   | Fukuoka, Japón                                                   | 43                                                               |
| 1983      | Gidget Sandoval                                                  | Costa Rica                                                       | Osaka, Japón                                                     | 41                                                               |
| 1984      | Julieta Urrutia                                                  | Guatemala                                                        | Yokohama, Japón                                                  | 46                                                               |
| 1985      | Nina Sicilia                                                     | Venezuela                                                        | Tsukuba, Japón                                                   | 43                                                               |
| 1986      | Marie Andersson                                                  | Nicaragua                                                        | Nagasaki, Japón                                                  | 46                                                               |
| 1987      | Laurie Simpson                                                   | Puerto Rico                                                      | Tokio, Japón                                                     | 47                                                               |
| 1988      | Catherine Gude                                                   | Noruega                                                          | Gifu, Japón                                                      | 46                                                               |
| 1989      | Iris Klein                                                       | Alemania                                                         | Kanazawa, Japón                                                  | 47                                                               |
| 1990      | Silvia de Esteban                                                | España                                                           | Toyonaka, Japón                                                  | 50                                                               |
| 1991      | Agnieszka Kotlarska                                              | Polonia                                                          | Tokio, Japón                                                     | 51                                                               |
| 1992      | Crystal Davison                                                  | Australia                                                        | Sasebo, Japón                                                    | 50                                                               |
| 1993      | Agnieszka Pachalko                                               | Polonia                                                          | Tokio, Japón                                                     | 47                                                               |
| 1994      | Christina Lekka                                                  | Grecia                                                           | Ise, Japón                                                       | 50                                                               |
| 1995      | Anne Lena Hansen                                                 | Noruega                                                          | Tokio, Japón                                                     | 47                                                               |
| 1996      | Fernanda Alves                                                   | Portugal                                                         | Kanazawa, Japón                                                  | 48                                                               |
| 1997      | Consuelo Adler                                                   | Venezuela                                                        | Tokio, Japón                                                     | 42                                                               |
| 1998      | Lía Borrero                                                      | Panamá                                                           | Tokio, Japón                                                     | 43                                                               |
| 1999      | Paulina Gálvez                                                   | Colombia                                                         | Tokio, Japón                                                     | 51                                                               |
| 2000      | Vivian Urdaneta                                                  | Venezuela                                                        | Tokio, Japón                                                     | 56                                                               |
| 2001      | Małgorzata Rożniecka                                             | Polonia                                                          | Tokio, Japón                                                     | 52                                                               |
| 2002      | Christina Sawaya                                                 | Líbano                                                           | Tokio, Japón                                                     | 47                                                               |
| 2003      | Goizeder Azua                                                    | Venezuela                                                        | Tokio, Japón                                                     | 45                                                               |
| 2004      | Jeymmy Paola Vargas                                              | Colombia                                                         | Pekín, China                                                     | 58                                                               |
| 2005      | Precious Lara Quigaman                                           | Filipinas                                                        | Tokio, Japón                                                     | 52                                                               |
| 2006      | Daniela Di Giacomo                                               | Venezuela                                                        | Tokio, Japón y Pekín, China                                      | 53                                                               |
| 2007      | Priscila Perales                                                 | México                                                           | Tokio, Japón                                                     | 61                                                               |
| 2008      | Alejandra Andreu Santamarta                                      | España                                                           | Macao, China                                                     | 63                                                               |
| 2009      | Anagabriela Espinoza                                             | México                                                           | Pekín, Chengdu, China                                            | 65                                                               |
| 2010      | Elizabeth Mosquera                                               | Venezuela                                                        | Chengdu, China                                                   | 70                                                               |
| 2011      | Fernanda Cornejo                                                 | Ecuador                                                          | Chengdu, China                                                   | 67                                                               |
| 2012      | Ikumi Yoshimatsu                                                 | Japón                                                            | Okinawa, Japón                                                   | 69                                                               |
| 2013      | Bea Rose Santiago                                                | Filipinas                                                        | Tokio, Japón                                                     | 67                                                               |
| 2014      | Valerie Hernández                                                | Puerto Rico                                                      | Tokio, Japón                                                     | 73                                                               |
| 2015      | Edymar Martínez                                                  | Venezuela                                                        | Tokio, Japón                                                     | 70                                                               |
| 2016      | Kylie Verzosa                                                    | Filipinas                                                        | Tokio, Japón                                                     | 69                                                               |
| 2017      | Kevin Lilliana Junaedy                                           | Indonesia                                                        | Tokio, Japón                                                     | 69                                                               |
| 2018      | Mariem Velazco                                                   | Venezuela                                                        | Tokio, Japón                                                     | 77                                                               |
| 2019      | Sireethorn Leearamwat                                            | Tailandia                                                        | Tokio, Japón                                                     | 83                                                               |
| 2020-2021 | No hubo concurso debido a la pandemia del COVID-19.              | No hubo concurso debido a la pandemia del COVID-19.              | No hubo concurso debido a la pandemia del COVID-19.              | No hubo concurso debido a la pandemia del COVID-19.              |
| 2022      | Jasmin Selberg                                                   | Alemania                                                         | Tokio, Japón                                                     | 66                                                               |
| 2023      | Andrea Rubio                                                     | Venezuela                                                        | Tokio, Japón                                                     | 70                                                               |
| 2024      | Huỳnh Thị Thanh Thủy                                             | Vietnam                                                          | Tokio, Japón                                                     | 71                                                               |
| 2025      |                                                                  |                                                                  | Tokio, Japón                                                     |                                                                  |

##### Galería
Estas son algunas de las ganadoras del concurso:

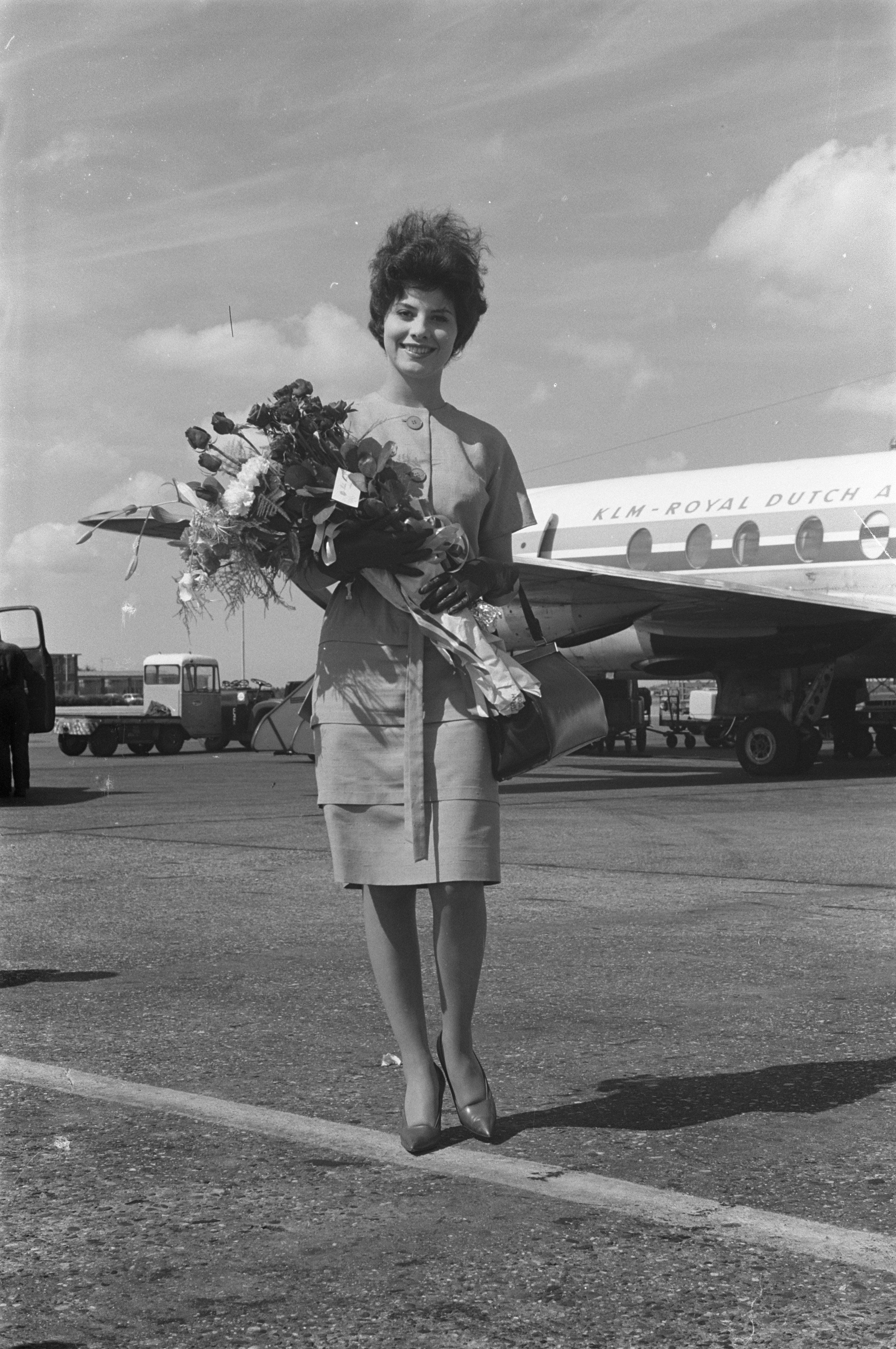
Miss Internacional 1961 Stam van Baer Países Bajos
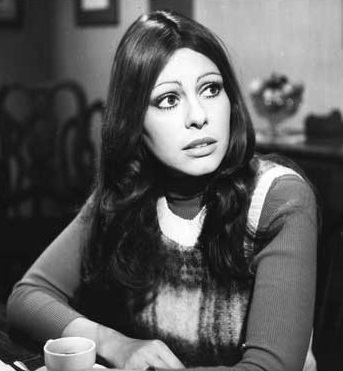
Miss Internacional 1967 Mirta Massa Argentina
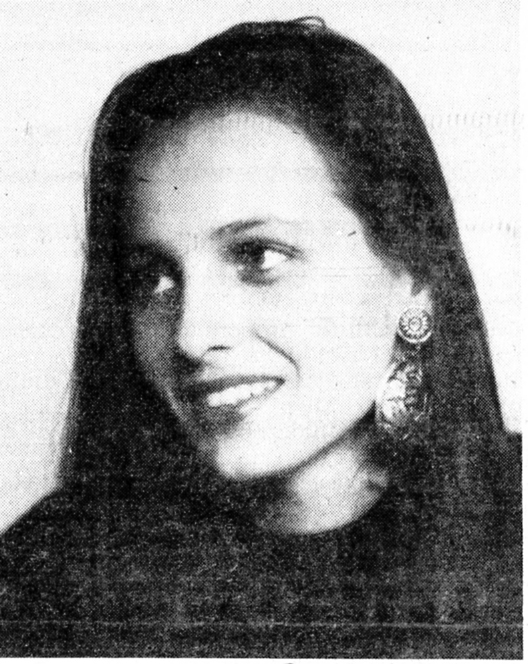
Miss Internacional 1991 Agnieszka Kotlarska Polonia
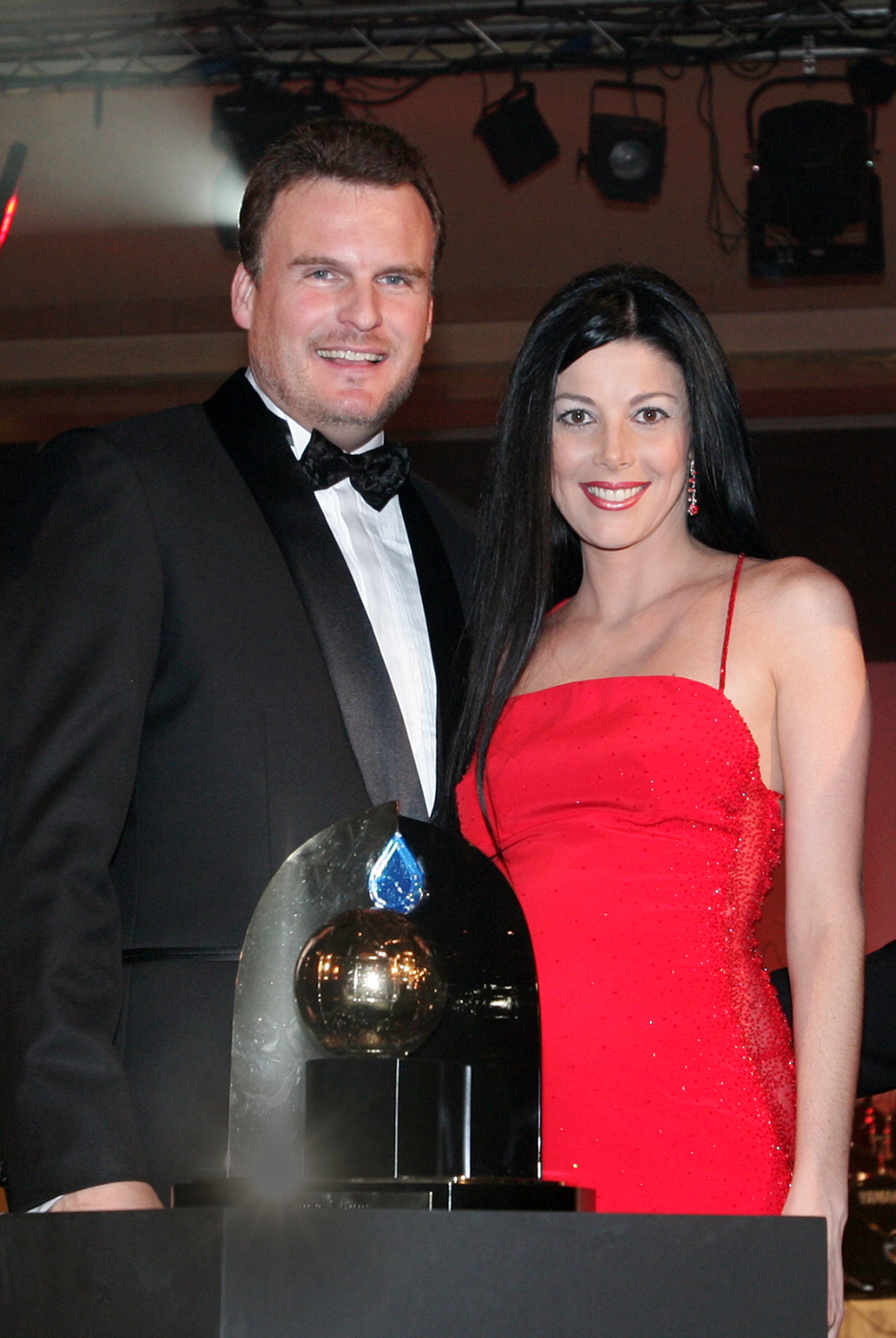
Miss Internacional 1996 Fernanda Alves Portugal
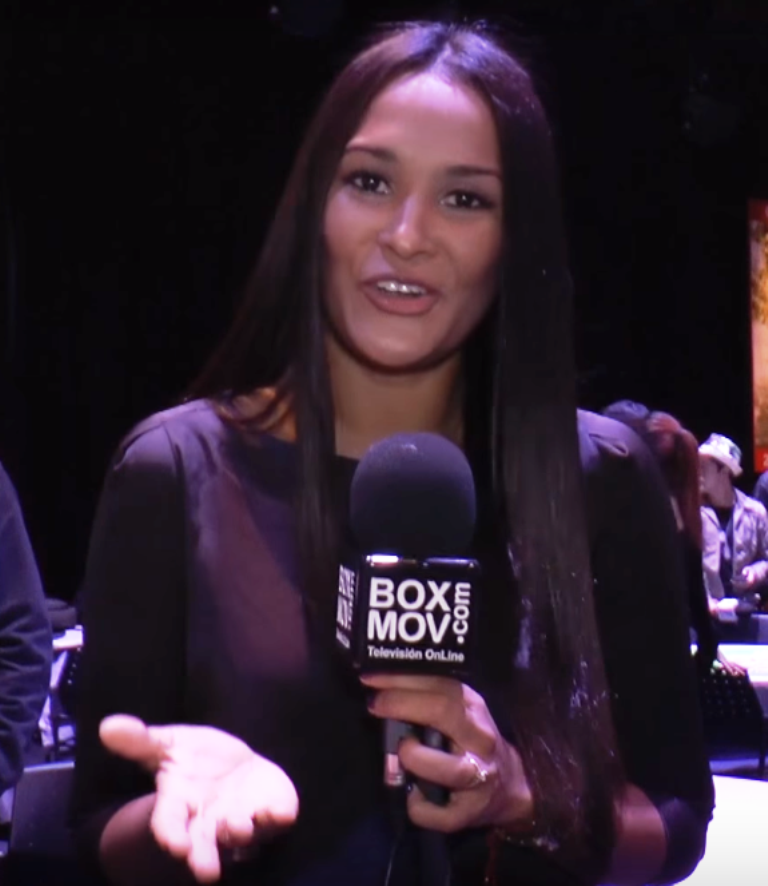
Miss Internacional 2004 Jeymmy Paola Vargas Colombia
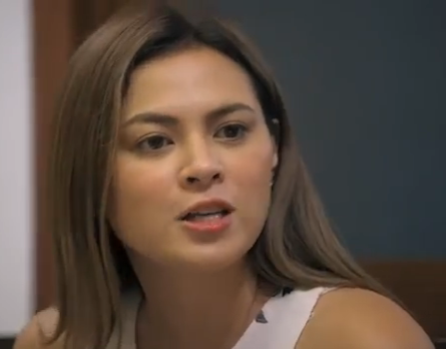
Miss Internacional 2005 Precious Lara Quigaman Filipinas
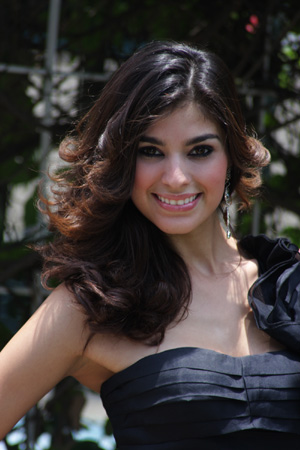
Miss Internacional 2009 Anagabriela Espinoza
 México
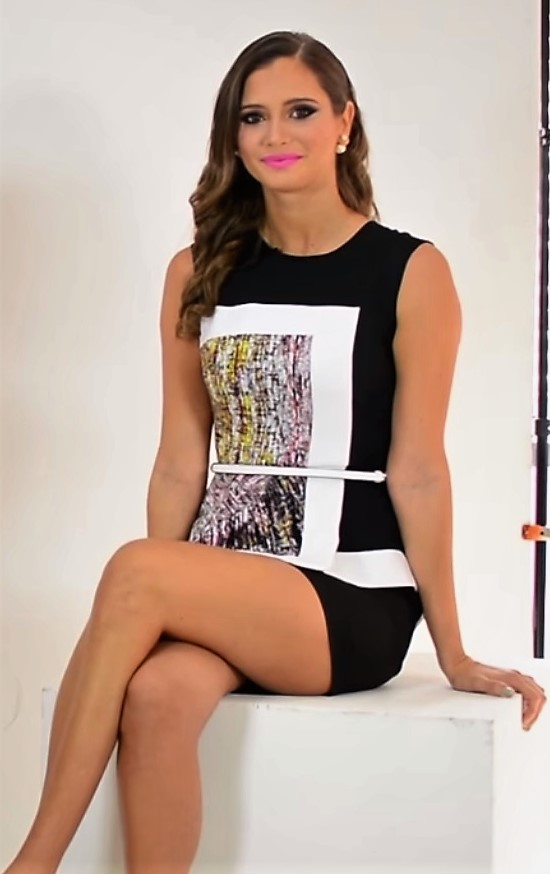
Miss Internacional 2011 Fernanda Cornejo Ecuador
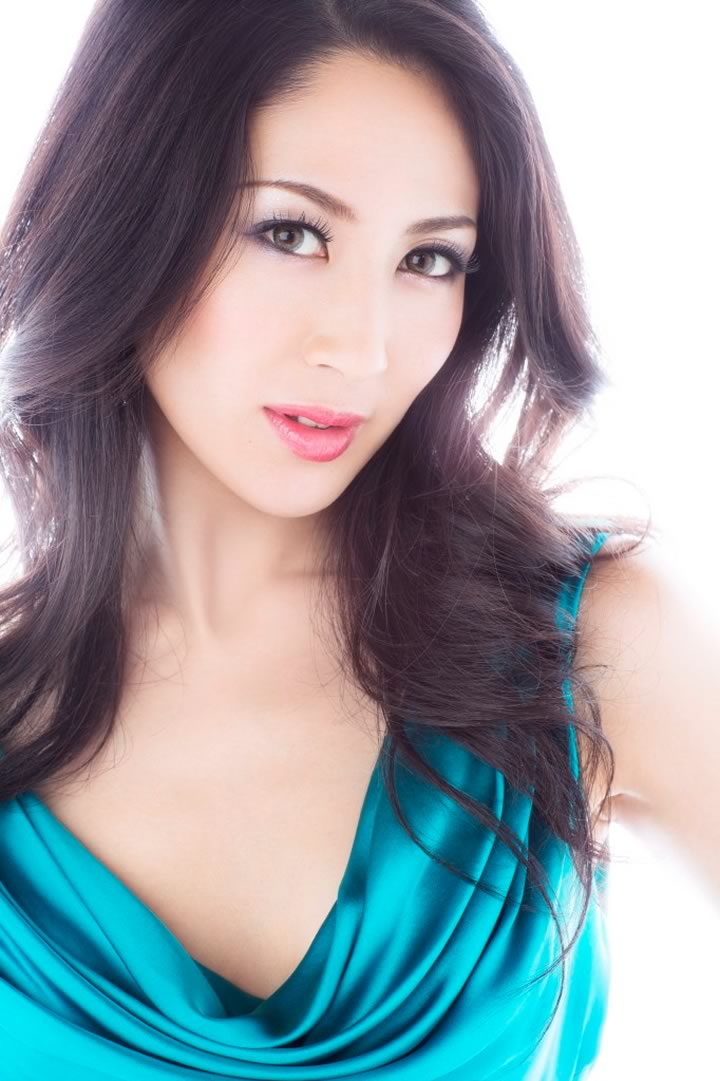
Miss Internacional 2012 Ikumi Yoshimatsu
 Japón
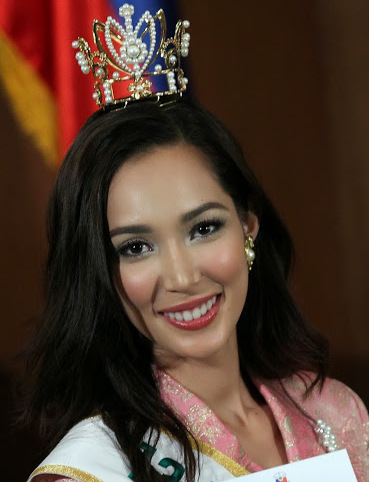
Miss Internacional 2013 Bea Santiago Filipinas
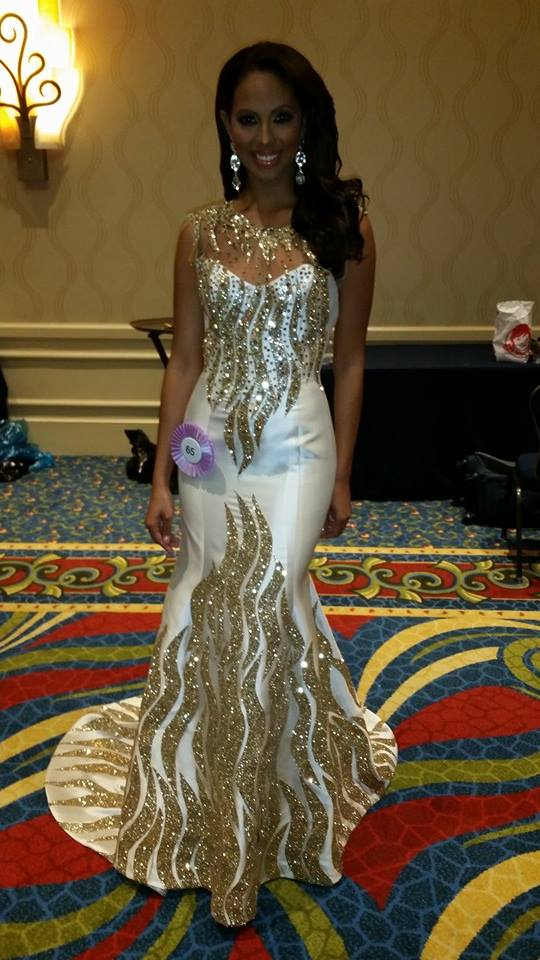
Miss Internacional 2014 Valerie Hernández Puerto Rico
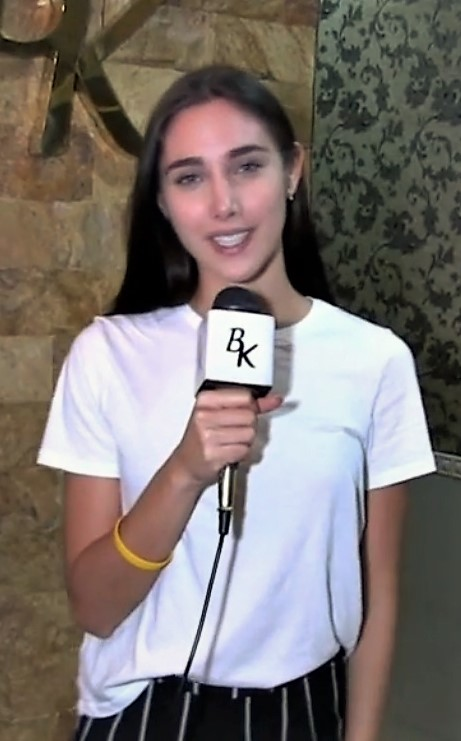
Miss Internacional 2015 Edymar Martínez Venezuela
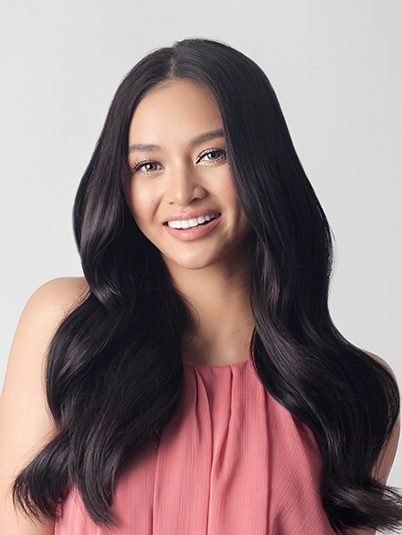
Miss Internacional 2016 Kylie Verzosa Filipinas
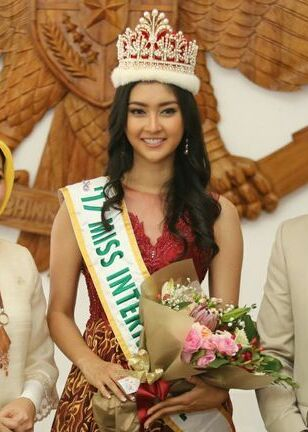
Miss Internacional 2017 Kevin Lilliana Junaedy Indonesia
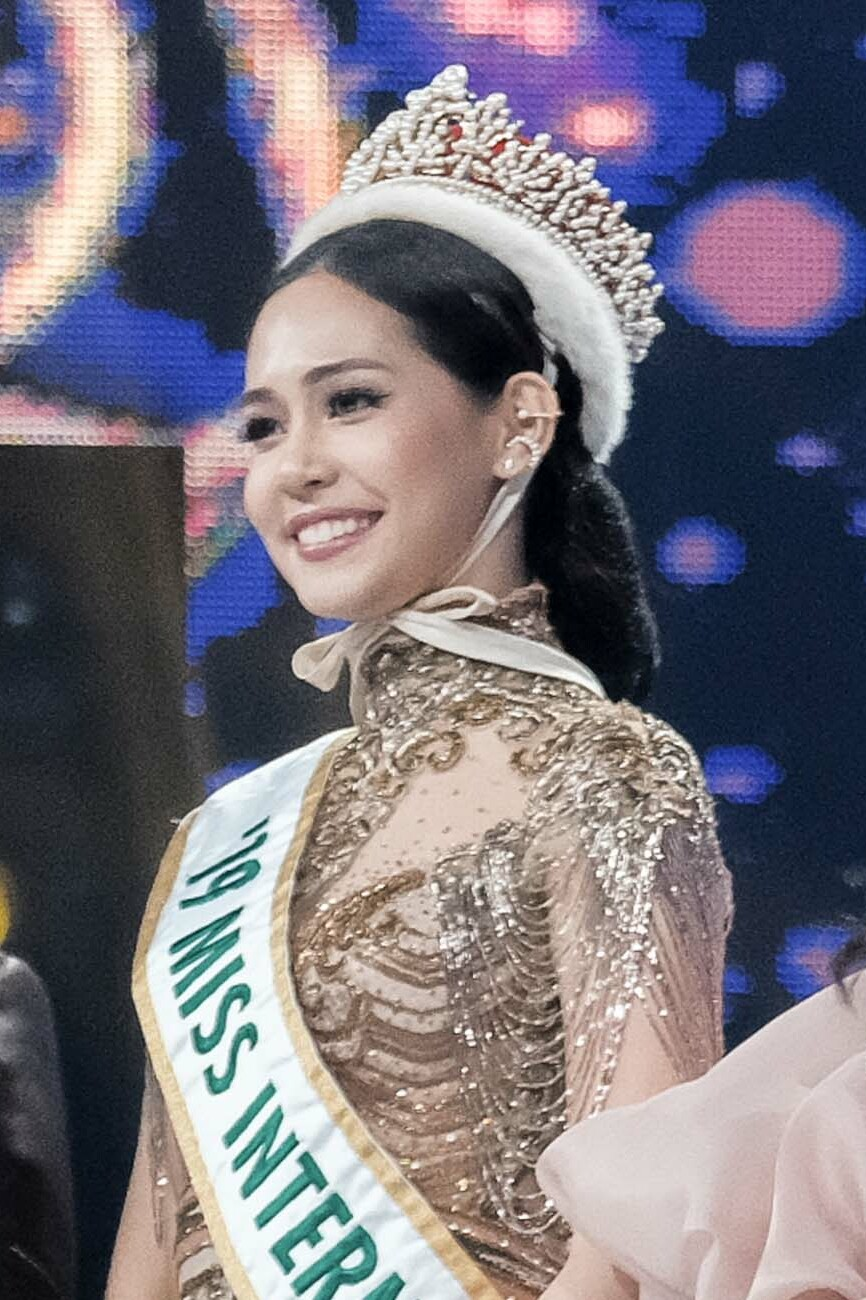
Miss Internacional 2019 Sireethorn Leearamwat Tailandia
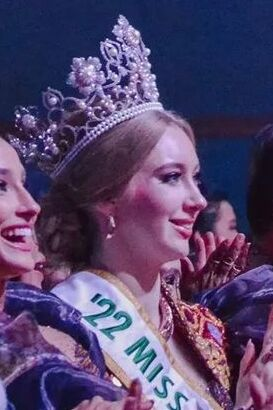
Miss Internacional 2022 Jasmin Selberg Alemania
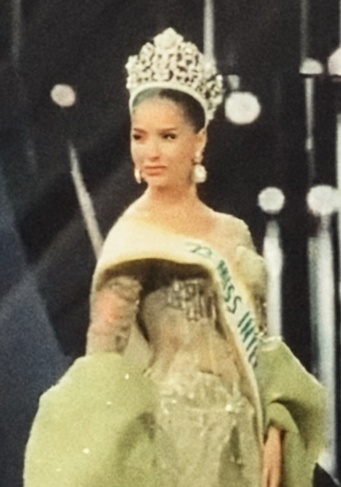
Miss Internacional 2023 Andrea Rubio Venezuela
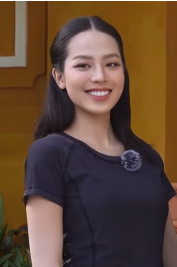
Miss Internacional 2024 Huỳnh Thị Thanh Thủy Vietnam

## Países ganadores

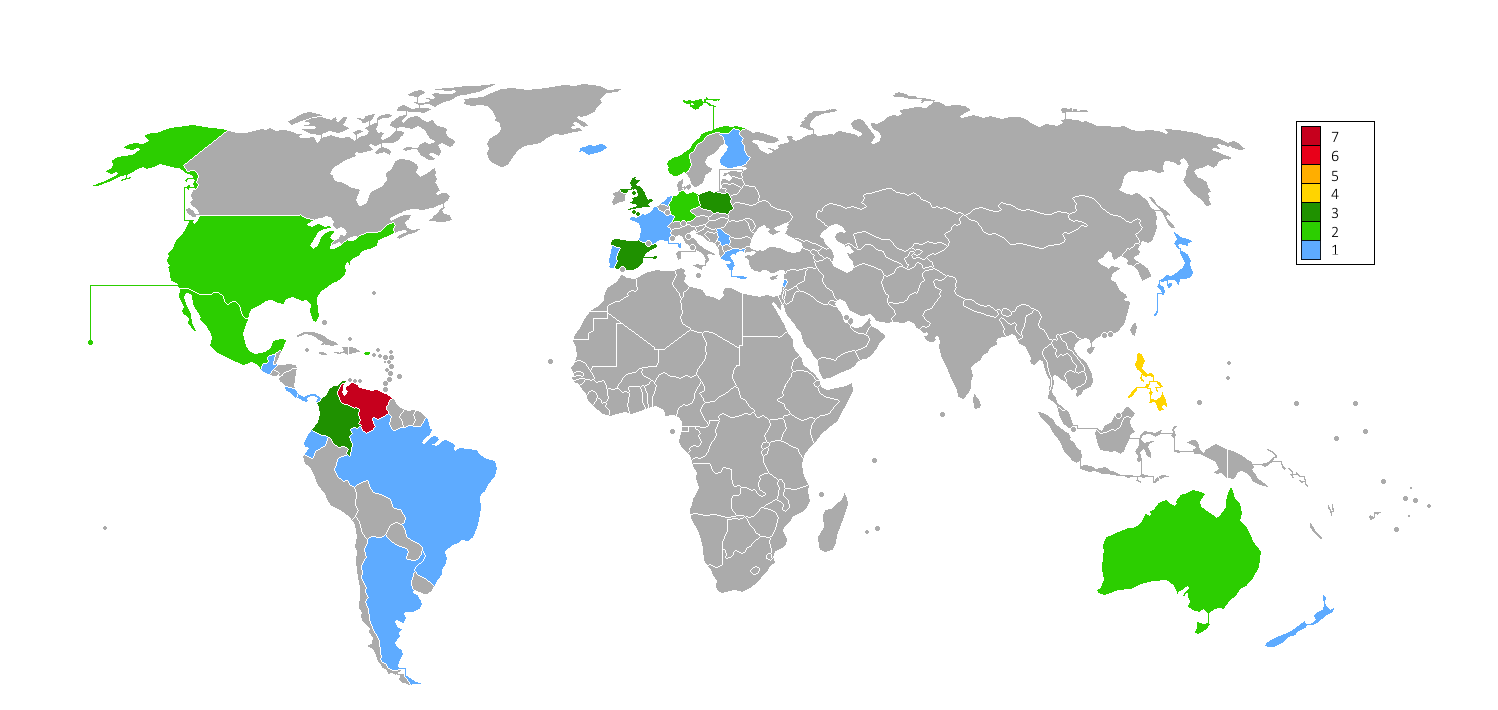
Países ganadores de Miss International.

| País/Territorio | Títulos | Años ganados                                         |
| --------------- | ------- | ---------------------------------------------------- |
| Venezuela       | 9       | 1985, 1997, 2000, 2003, 2006, 2010, 2015, 2018, 2023 |
| Filipinas       | 6       | 1964, 1970, 1979, 2005, 2013, 2016                   |
| Alemania        | 3       | 1965, 1989, 2022                                     |
| España          | 3       | 1977, 1990, 2008                                     |
| Colombia        | 3       | 1960, 1999, 2004                                     |
| Polonia         | 3       | 1991, 1993, 2001                                     |
| Australia       | 3       | 1962, 1981, 1992                                     |
| Estados Unidos  | 3       | 1974, 1978, 1982                                     |
| Puerto Rico     | 2       | 1987, 2014                                           |
| México          | 2       | 2007, 2009                                           |
| Noruega         | 2       | 1988, 1995                                           |
| Costa Rica      | 2       | 1980, 1983                                           |
| Nicaragua       | 2       | 1975, 1986                                           |
| Gran Bretaña    | 2       | 1969, 1972                                           |
| Vietnam         | 1       | 2024                                                 |
| Tailandia       | 1       | 2019                                                 |
| Indonesia       | 1       | 2017                                                 |
| Japón           | 1       | 2012                                                 |
| Ecuador         | 1       | 2011                                                 |
| Líbano          | 1       | 2002                                                 |
| Panamá          | 1       | 1998                                                 |
| Portugal        | 1       | 1996                                                 |
| Grecia          | 1       | 1994                                                 |
| Guatemala       | 1       | 1984                                                 |
| Francia         | 1       | 1976                                                 |
| Finlandia       | 1       | 1973                                                 |
| Nueva Zelanda   | 1       | 1971                                                 |
| Brasil          | 1       | 1968                                                 |
| Argentina       | 1       | 1967                                                 |
| Islandia        | 1       | 1963                                                 |
| Países Bajos    | 1       | 1961                                                 |

### Sobre los países participantes
- Los países y territorios que han enviado por vez primera una concursante en los últimos diez años son:
  -  Guinea Ecuatorial (2019)
  -  Burkina Faso (2019)
  -  Laos (2017)
  -  Islas Cook (2017)
  -  Camboya (2017)
  -  Sierra Leona (2016)
  -  Ghana (2016)
  -  Sudán del Sur (2013)
  -  Guinea-Bisáu (2013)
  -  Namibia (2012)
  -  Islas Vírgenes de los Estados Unidos (2012)
  -  Haití (2012)
  -  Gibraltar (2012)
  -  Camerún (2012)
  -  Zimbabue (2011)
  -  Estonia (2011)
  -  Belice (2011)
  -  Mauricio (2010)
  -  Lituania (2010)
  -  Uganda (2009)
  -  Kirguistán (2009)
  -  Georgia (2009)
  -  Gabón (2009)
  -  Cuba (2009)
- Algunos países (qué aún existen como tal) han dejado de enviar concursantes en más de una década, esta lista incluye a:
  -  Chipre (2006)
  -  Nueva Caledonia (2006)
  -  Angola (2004)
  -  Malta (2004)
  -  Senegal (2004)
  -  Croacia (2003)
  -  Palaos (2001)
  -  San Marino (2001)
  -  Togo (2000)
  -  Uruguay (1999)
  -  Fiyi (1996)
  -  Seychelles (1995)
  -  Austria (1994)
  -  Suiza (1993)
  -  República Democrática del Congo (1987)
  -  Bermudas (1971)
  -  Bulgaria (1970)
  -  Jordania (1963)